# Multiperspektivität (Geschichtswissenschaft)
Multiperspektivität ist ein Prinzip der Geschichtsdidaktik für die Planung und Durchführung von Geschichtsunterricht. Es wird auch in anderen gesellschaftswissenschaftlichen Fächern angewandt, etwa in der Politikdidaktik bzw. der Politischen Bildung, in der Religionsdidaktik, der Sozialgeographie oder der Sportdidaktik.

## Perspektivität
Das Prinzip basiert auf der grundlegenden geschichtstheoretischen Überzeugung, dass eine beobachterunabhängige Erkenntnis der vergangenen Wirklichkeit („der Vergangenheit“) nicht möglich ist, weil jede Aussage über ein Ereignis, ein Datum oder einen Zusammenhang nur von einer bestimmten sozialen, kulturellen oder anderweitig bestimmten Perspektive aus gemacht werden könne (vgl. die Entwicklung der Lehre vom „Sehe-Punkt“ durch Johann Martin Chladenius; 1710–1759). Dies gelte jedoch nicht nur für Aussagen über eine Vergangenheit, also Narrationen im geschichtswissenschaftlichen Sinne, sondern auch bereits für Aussagen der Zeitgenossen des jeweils zu betrachtenden Ereignisses – bereits die Quellen seien also grundsätzlich perspektivisch.

## Geschichtsdidaktische Postulate
Aus dieser Einsicht hat die Geschichtsdidaktik nicht mehr die Vermittlung einer vermeintlich unabhängigen Wahrheit über die Geschichte an die Schüler(innen) zum Ziel des Geschichtsunterrichts erhoben, auch nicht in der Form des jeweiligen Forschungsstandes, sondern die Befähigung zum eigenständigen historischen Denken und die Ermöglichung einer selbstständigen und verantwortlichen Ausbildung einer historischen Identität. Als Folge erhebt sie die Forderungen, dass
- die Einsicht in die Tatsache der nicht aufhebbaren Perspektivität und somit Selektivität aller historischen Aussagen selbst ein wichtiges Lernziel darstellt,
- der jeweilige historische Gegenstand (das Ereignis, das Problem, der Zusammenhang) den Schülern nicht nur durch Materialien präsentiert werden darf, die nur eine einzige Perspektive repräsentieren, sondern dass möglichst alle, mindestens aber mehrere relevante Perspektiven vorkommen müssen („Multiperspektivität“);
- die Schüler somit die Möglichkeit erhalten sollen, die verschiedenen Sichtweisen auch als plurale Angebote für eine eigenständige Identifikation zu reflektieren.

## Multiperspektivität – Kontroversität – Pluralität
Der Begriff „Multiperspektivität“ wird dabei in einer weiteren und einer engeren Variante gebraucht:
- in der weiteren Variante umfasst er die Forderung nach Repräsentation möglichst aller relevanten Perspektiven auf den Gegenstand insgesamt;
- in der engeren Variante meint „Multiperspektivität“ allein die Kombination von Quellen aus verschiedenen Perspektiven, wogegen bei der Kombination von späteren Deutungen aus verschiedenen Perspektiven späterer Zeiten (also in der Zusammenstellung von Literatur) von „Kontroversität“ gesprochen wird, und die Offenhaltung verschiedener Gegenwartsbezüge und Orientierungen aus der Reflexion der Geschichte als „Pluralität“ bezeichnet wird.[1]

Insbesondere in der Variante der „Kontroversität“ berührt sich die Forderung nach Multiperspektivität mit dem zweiten Prinzip des Beutelsbacher Konsenses der Politischen Bildung.

## Defizite in der Schulpraxis und kritische Einwände
Auch wenn das Prinzip der Multiperspektivität bereits in vielen Lehrplänen eingefordert wird, spielt es im realen Geschichtsunterricht noch keine beherrschende Rolle. Auch in den Geschichtsschulbüchern finden gute multiperspektivische Quellen- und („kontroverse“) Literaturzusammenstellungen nur allmählich Eingang.
Folgende Einwände stehen einem breiteren Einsatz des Prinzips entgegen:
- Die Erarbeitung mehrerer Perspektiven und ihre Erörterung kosten im Unterricht mehr Zeit, die unter den Bedingungen der Lehrplananforderungen und Zentralprüfungen kaum gegeben ist.
- Besonders leistungsschwächere Schüler werden überfordert, da sie nicht die Motivation für die angestrebte reflexive Haltung aufbringen.
- Das Aufzeigen mehrerer Bewertungen könne in einen unreflektierten Relativismus führen, der gerade im Umgang mit Diktaturen und Gewaltverbrechen pädagogisch fatal wäre. Ein Beispiel dafür ist die Diskussion um die Bewertung der DDR als Diktatur.
- Der kritische Umgang mit Kontroversität sei eine geistige Leistung, die eher in ein Hochschulstudium gehöre. Wer etwa die Fischer-Kontroverse mit Schülern aufarbeitet, stoße ständig an die Grenzen des gegebenen Textmaterials und der Kenntnisse, sodass ein unabhängiges Urteil kaum möglich wird.